# Charlotte Lawrence

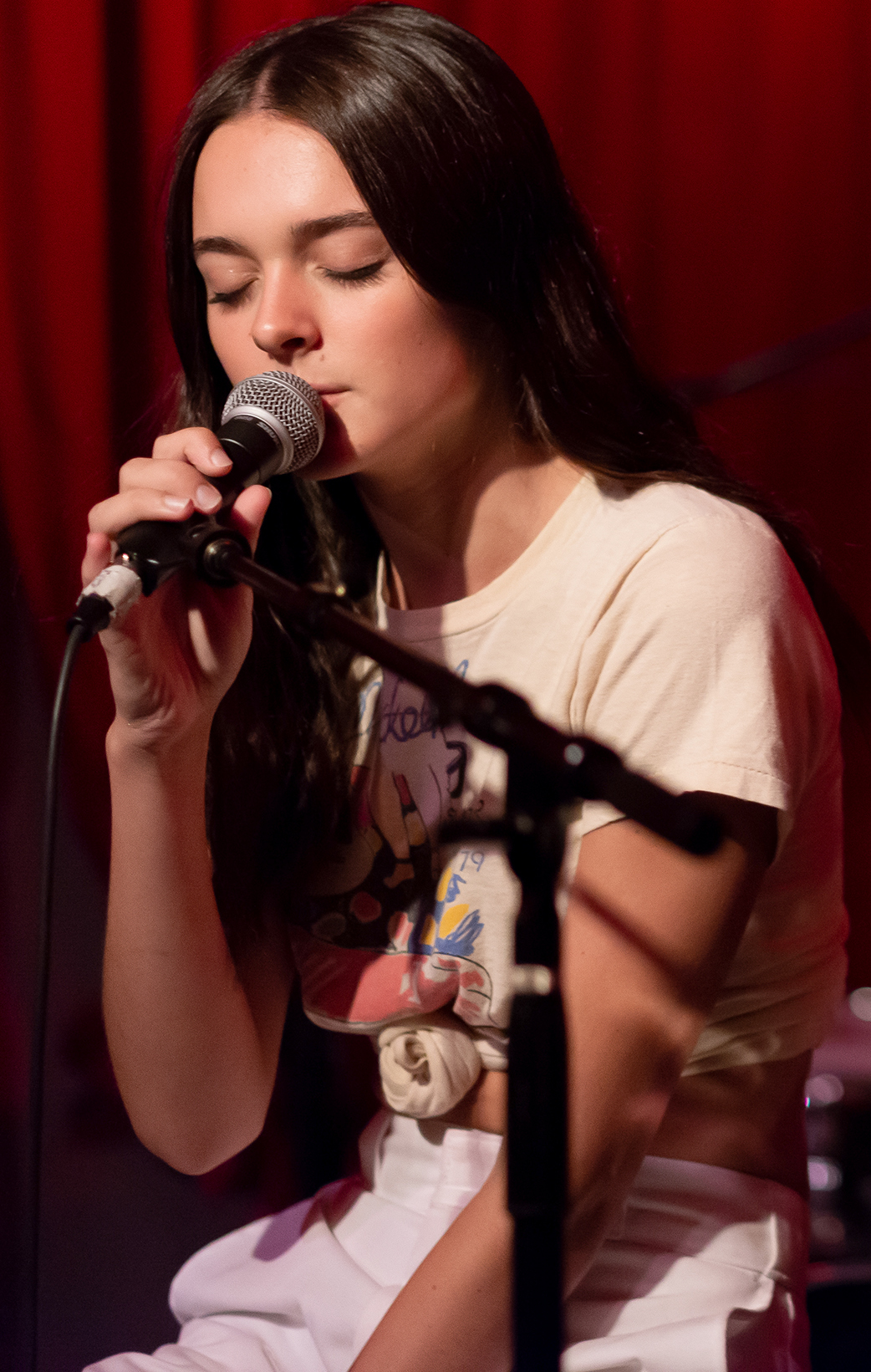
Charlotte Lawrence

Charlotte Sarah Lawrence (geboren am 8. Juni 2000 in Los Angeles) ist eine US-amerikanische Sängerin und Schauspielerin.

## Leben
Charlotte Lawrence ist in Los Angeles geboren und aufgewachsen. Durch ihre Eltern Christa Miller und Bill Lawrence kam sie schon früh mit Musik in Kontakt. Seit sie fünf Jahre alt ist spielt sie Klavier. Mit 13 hat sie sich selber das Gitarrespielen beigebracht. Sie wusste schon immer, dass sie Musikerin werden will. Charlotte hat zwei Brüder die 2003 und 2006 geboren ist. Sie ist somit die älteste der drei Geschwister.
Zur Schule ging sie ebenfalls in Los Angeles. An der Marymount High School spielte sie im Basketball und Volleyball Team mit.

## Werk
Charlotte schreibt hauptsächlich Musik im Stil Folk-Pop. Nebst ihren eigenen Liedern hat sie auch bei zahlreichen anderen Künstlern mitgeschrieben und mitgesungen. Eines ihrer ersten veröffentlichten Projekte war ihre EP Young. Anschließend hat sie ein Album und die akustische Version davon herausgebracht.

## Diskografie

### Alben
- 2021: Charlotte
- 2021: Charlotte (Acoustic)

### EPs
- 2018: Young

### Singles
Insgesamt hat Charlotte 34 Singles herausgebracht.
| Jahr | Titel Musiklabel                 | Höchstplatzierung, Gesamtwochen, AuszeichnungChartplatzierungen (Jahr, Titel, Musiklabel, Platzierungen, Wochen, Auszeichnungen, Anmerkungen) | Höchstplatzierung, Gesamtwochen, AuszeichnungChartplatzierungen (Jahr, Titel, Musiklabel, Platzierungen, Wochen, Auszeichnungen, Anmerkungen) | Anmerkungen                        |
| Jahr | Titel Musiklabel                 | UK | BE | Anmerkungen                        |
| ---- | -------------------------------- | --- | --- | ---------------------------------- |
| 2020 | Joke's On You Charlotte Lawrence | UK85 (1 Wo.)UK | BE30 (- Wo.)BE | Erstveröffentlichung: 5. März 2021 |

#### Weitere Singles
- 2017: You're the One That I Want
- 2017: Seventeen
- 2017: Sleep Talking
- 2018: Just the Same
- 2018: Spotify Singles
- 2018: Keep Me Up
- 2018: Everybody Loves You
- 2018: Young and Reckless
- 2018: Wait Up
- 2018: Sleep Talking (Tropkillaz Remix)
- 2018: The Few Things
- 2018: Stole Your Car
- 2019: Why Do You Love Me
- 2019: Why Do You Love Me (Acoustic)
- 2019: Why Do You Love Me (Riton Remix)
- 2019: Why Do You Love Me (Klingande Remix)
- 2019: Why Do You Love Me (Hippie Sabotage Remix)
- 2019: Navy Blue
- 2019: God Must Be Doing Cocaine
- 2020: Joke's on You
- 2020: Joke's on You (Acoustic)
- 2020: Lavender's Blue
- 2020: Slow Motion
- 2020: Slow Motion (Johan Lenox Version)
- 2020: The End
- 2021: Talk You Down
- 2021: Talk You Down (Remixes)
- 2021: Talk You Down (Acoustic)
- 2021: You
- 2022: Morning
- 2023: Bodybag
- 2023: Boys Like You
- 2024: I Don't Wanna Dance
- 2024: How It Ends